# Danmarks ambassade i Moskva
Danmarks Ambassade i Moskva er Danmarks diplomatiske mission i Rusland. Den danske ambassade i Rusland varetager også Danmarks interesser i Hviderrusland, Kasakhstan, Kirgisistan, Tadsjikistan, Turkmenistan og Usbekistan. Ambassaden ligger i den russiske hovedstad, Moskva, og har til opgave at varetage Danmarks interesser i Rusland og styrke de bilaterale relationer mellem de to lande. Ambassaden ligger på Prechistensky Pereulok 9, 119034, Moskva i Khamovniki-distriktet.
Danmarks ambassade i Rusland har en historie, der strækker sig tilbage til 1924, hvor ambassaden blev etableret. Under den kolde krig blev ambassaden midlertidigt lukket i 1954 på grund af spændingerne mellem Sovjetunionen og Danmark.
Efter genoptagelsen af diplomatiske forbindelser mellem Danmark og Rusland i 1991 blev ambassaden genåbnet samme år.
Ambassaden har en række funktioner, herunder at yde konsulær bistand til danske statsborgere i Rusland og at fremme dansk erhvervsliv i landet. Ambassaden samarbejder også med russiske myndigheder og organisationer for at fremme dansk-russisk samarbejde inden for en række områder, herunder politik, økonomi, kultur, videnskab og uddannelse.
Ambassadens nuværende ambassadør er Jakob Henningsen (2022), og der arbejder ca. 40 ansatte på ambassaden, herunder diplomatisk personale, administrative medarbejdere og lokalt ansatte.
Ambassaden i Moskva spiller en vigtig rolle i det dansk-russiske samarbejde og arbejde for at fremme forbindelserne mellem de to lande på tværs af en række områder.

## Danmarks ambassadører i Rusland
- 2005-  2010: Per Carlsen
- 2010 - 2013: Tom Rysdal Jensen
- 2013 - 2018: Thomas Winkler
- 2018 - 2022: Carsten Søndergaard
- 2022 - 2024: Jacob Henningsen
- 2024 - nu: Jesper Vahr